# Jugend ohne Gott
Jugend ohne Gott ist der dritte Roman des österreich-ungarischen Schriftstellers Ödön von Horváth. Er erschien im Jahr 1937 und wurde kurz danach, Anfang des Jahres 1938, in acht weitere Sprachen übersetzt.
Horváth beschreibt darin das Leben in einer Kleinstadt und die beginnende Repression und Militarisierung des Lebens am Anfang der NS-Zeit. Das Buch wurde direkt nach Erscheinen von Schriftstellerkollegen und Kritikern gelobt und ist bis ins 21. Jahrhundert Stoff der Curricula der deutschsprachigen Schulen.

## Hintergrund

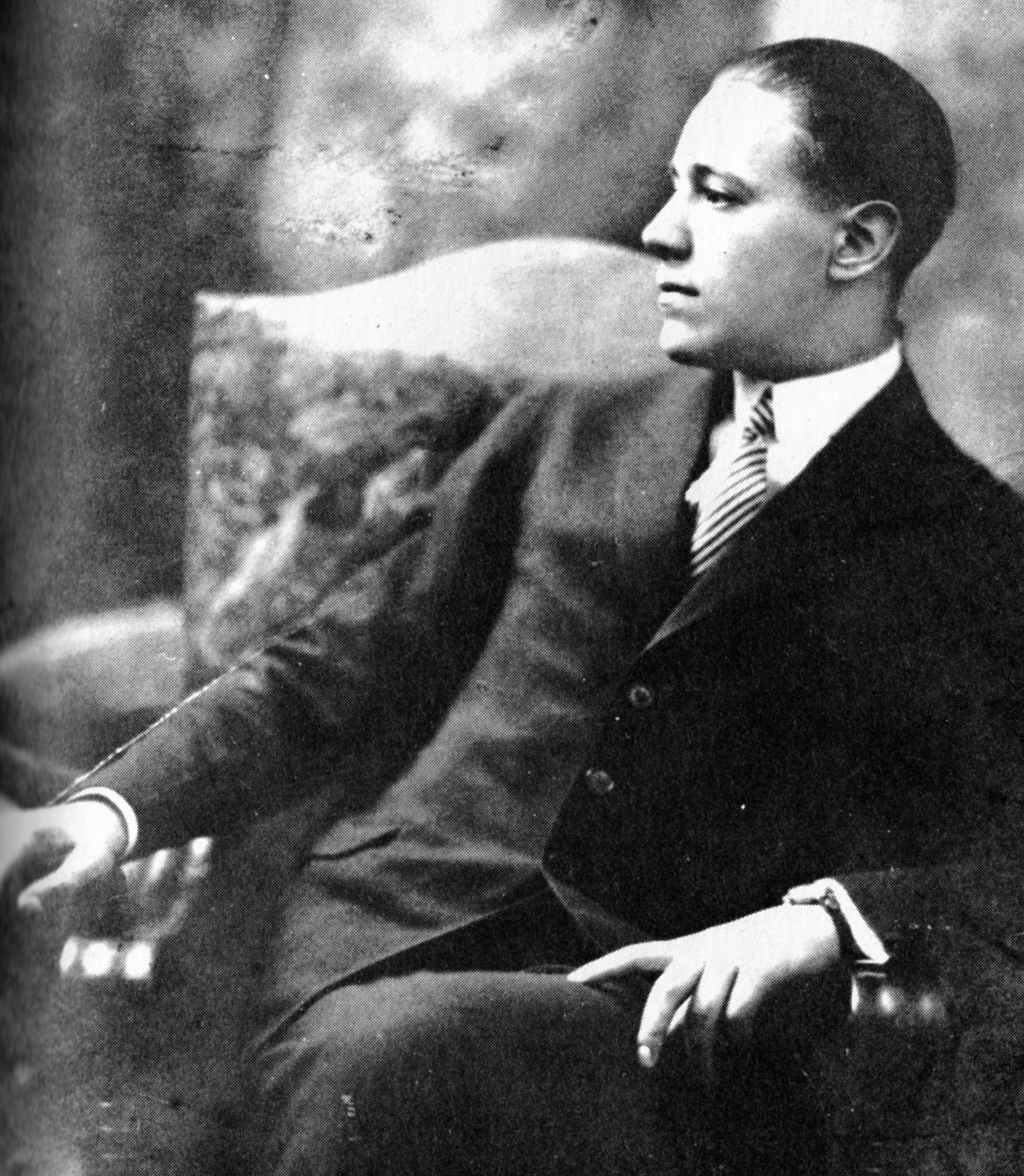
Ödön von Horváth (1919)

Horváth begann die Arbeiten an den Motiven, die später auch für Jugend ohne Gott genutzt wurden, wahrscheinlich 1934. Ursprünglich arbeitete er an Werken mit Namen Der Lenz ist da! und Auf der Suche nach den Idealen der Menschheit, deren Figurenkonstellation und Themen ähnlich gelagert waren. Im ersten Entwurf plante er vier Figurengruppen, „die Jungen, die Mädchen, die Professoren und die Eltern“, mit denen er den Gegensatz von Land- und Stadtbevölkerung, erste Liebeserfahrungen und die Rolle des Intellektuellen, der sich einerseits für die arme Bevölkerung einsetzen möchte, andererseits aber von ihr enttäuscht wird, darstellen wollte. Im zweiten Entwurf rückt der Intellektuelle, also der Lehrer, stärker in den Mittelpunkt, er unterrichtet bereits die später in Jugend ohne Gott genannten Fächer.

## Inhaltsangabe
Der Ich-Erzähler arbeitet als Lehrer an einem städtischen Gymnasium. Bei der Korrektur einer Klassenarbeit stellt er allgemein abwertende Äußerungen eines Schülers über Schwarze, im Buch mit dem zeitgenössischen Wort „Neger“ bezeichnet, fest und stellt den Schüler zur Rede. Daraufhin beschwert sich der Vater des Schülers beim Rektor (sein Sohn habe nur geschrieben, was er im Radio gehört hatte) und die Schüler unterschreiben gemeinsam eine Erklärung, ihn nicht mehr als Lehrer haben zu wollen. Der Rektor weist dieses Anliegen zurück.
Kurz darauf stirbt ein schon länger kranker Schüler an einer Lungenentzündung. Beim Begräbnis bemerkt der Erzähler das erste Mal den kalten, starren Blick seines Schülers T, der ihn anstarrt.
Wegen der Fürsprache des Direktors wird er nicht suspendiert, sondern fährt auf ein verpflichtendes Zeltlager mit seiner Klasse. Dort dient er lediglich als Aufsichtsperson, während die militärischen Übungen von einem Feldwebel angeleitet werden. Während des Lagers untersucht er den Diebstahl eines Fotoapparats und bemerkt dabei, dass der Schüler Z heimlich eine Nachricht bekommt.
Der Erzähler unterhält sich, während er im nahegelegenen Dorf ist, mit einem Pfarrer über die Situation der Landbevölkerung und seine religiösen Ansichten.
Während die Jungen auf einer Übung außerhalb des Lagers sind, durchsucht er den Schlafplatz des Schülers Z, bricht dabei eine Kassette mit seinem Tagebuch auf und erfährt so, dass dieser ein Verhältnis mit der Anführerin (Eva) einer örtlichen Räuberbande hat. Außerdem steht in dem Tagebuch geschrieben, dass jeder sterben werde, der sein Tagebuch liest. Weil der zurückkommende Schüler bemerkt, dass seine Kassette aufgebrochen ist, beschuldigt er einen Mitschüler und fängt einen Streit mit diesem an. Der Erzähler nimmt sich zwar vor, die Tat zu gestehen, führt das Vorhaben aber nicht aus.
Am nächsten Tag wird der Schüler N nach einem Ausflug der Klasse erschlagen aufgefunden. Z gesteht zwar die Tat, der Erzähler vermutet aber den Schüler T dahinter. Als Grund benennt Z, dass ihm N gestanden hätte, sein Tagebuch gelesen zu haben. Der Erzähler bekommt Gewissensbisse, spricht erneut mit dem Pfarrer und macht schließlich eine Aussage. Er gesteht, selbst für das Aufbrechen der Kassette verantwortlich zu sein, sodass der Angeklagte freigelassen wird. Eva, die als Geliebte des vermeintlichen Täters vernommen wird, erzählt von einem Jungen mit Fischaugen, der N getötet hätte. Da sie zugegeben hat, am Tatort gewesen zu sein, ihr aber ansonsten nicht geglaubt wird, wird sie selbst festgenommen.
Der Erzähler wiederum verliert durch sein Geständnis seine Anstellung und Pension, bekommt aber das Angebot, in Afrika tätig zu werden. Zuvor möchte er T zur Rede stellen, der jedoch alles abstreitet. Am nächsten Tag wird T erhängt aufgefunden, in einem Abschiedsbrief gesteht er den Mord an N.
Daraufhin wird Eva aus dem Gefängnis entlassen und vom Pfarrer aufgenommen. Der Lehrer verabschiedet sich von „Julius Cäsar“ und dem Klub der hilfreichen Schüler und fährt nach Afrika.

## Interpretation
Für den Literaturwissenschaftler Carl Niekerk ist Jugend ohne Gott eine Betrachtung aus der Innenperspektive des Dritten Reiches. Hierin verarbeite Horváth seine eigenen Erlebnisse aus den Jahren 1933 bis 1937. Es zeigt, anders als viele andere Berichte, einen Einblick in das Deutschland vor Beginn des Zweiten Weltkriegs und die Repressionen und Anpassungsmechanismen. Mit seiner Wahl eines Intellektuellen als Protagonisten und der Darstellung seiner Innenwelt ermöglicht er demgemäß eine Selbstreflexion auf die eigene Biografie. Auch die restlichen Personen entstammen allesamt bürgerlichen Verhältnissen, sodass er die sozio-ökonomischen Zwänge schildern kann, unter denen die Mittelschicht stand. Diese sahen ihre Chance auf Aufstieg darin, sich dem Regime und der Propaganda anzupassen.
Der spätere Mörder T dient gleichsam als Objekt der Propaganda, indem er die Kälte des Faschismus verkörpert, und als Inbegriff der von den modernen Massenmedien manipulierten Jugend.
Die Religion wiederum, die durch die Person des Pfarrers während der Wehrübung eingeführt wird, wird zu einer irrationalen, transzendenten Begründung für eine von der mitlaufenden Mehrheitsgesellschaft abweichende Haltung, die im Geständnis vor Gericht trotz der drohenden Entlassung aus dem Schuldienst zum Tragen kommt.
Für die Literaturwissenschaftlerin Nicole Streitler-Kastberger spielen die Handlung um die gestohlene Kamera, die Schilderung des Milieus der Schüler und die Fahrt ins Ferienlager bei der Frage nach der Interpretation nur eine Nebenrolle. Zentral für sie sind die Gespräche mit dem Pfarrer, in denen sich die „innere Handlung“ abspiele. Eine solche Entwicklung bleibe den Kindern verwehrt – entweder weil sie als Teil der verarmten Landbevölkerung verwahrlosen oder weil sie als Teil des städtischen Kleinbürgertums sich selbst überlassen werden, sodass sie aus Langeweile kriminell werden oder gar einen Mord begehen. In beiden Fällen finde eine Vermittlung moralischer Werte nicht statt.

## Rezeption
Auf Antrag der Gestapo wurde das Werk 1938 in die „Liste des schädlichen und unerwünschten Schrifttums“ aufgenommen.
Hermann Hesse schrieb 1938 an Alfred Kubin: „Ein kleines Buch empfehle ich Ihnen, eine Erzählung Jugend ohne Gott von Horváth. Sie ist großartig und schneidet quer durch den moralischen Weltzustand von heute.“
1941 hielt der NS-kritische Baptistenprediger Arnold Köster in seiner Gemeinde in Wien einen Vortrag mit dem Titel Volk ohne Gott; dieser Titel ähnelt den Titeln der Romane Jugend ohne Gott sowie Volk ohne Raum.
Die Band Tocotronic veröffentlichte 2021 die Single Jugend ohne Gott gegen Faschismus, die von Horváths Titel inspiriert ist, jedoch keine inhaltliche Auseinandersetzung mit dessen Werk darstellt.

## Verfilmungen
Noch unmittelbar vor seinem Unfalltod am 1. Juni 1938 verhandelte Ödön von Horváth in Paris mit dem Regisseur Robert Siodmak über die Verfilmung seines Romans; nach dem Tod des Autors ließ Siodmak das Vorhaben fallen.
- Nur der Freiheit gehört unser Leben, Deutschland 1969, Regie: Eberhard Itzenplitz, Drehbuch: Herbert Knopp
- Wie ich ein Neger wurde, Deutschland 1970, Regie: Roland Gall[17]
- Jugend ohne Gott, Deutschland 1991, Regie: Michael Knof
- Jeunesse sans Dieu, Frankreich 1996, Regie: Catherine Corsini
- Jugend ohne Gott, Deutschland 2017, Regie: Alain Gsponer

## Musical
Der aus Großbritannien stammende Komponist Paul Graham Brown schrieb auf der Basis des Romans ein gleichnamiges Musical.

## Ausgaben
- Jugend ohne Gott. Suhrkamp, Frankfurt am Main (= suhrkamp taschenbücher. Band 3345), ISBN 978-3-518-46019-1.
- Jugend ohne Gott. Suhrkamp, 1970, ISBN 3-518-36517-7. Häufige Neuauflagen (in den Ges. Werken: Band 13)
- Jugend ohne Gott. Text und Kommentar. Komm. Elisabeth Tworek. Suhrkamp, Frankfurt 1999, ISBN 3-518-18807-0
- Jugend ohne Gott. Cornelsen, 1999, ISBN 3-464-61402-6
- Jugend ohne Gott, hrsg. von Heike Wirthwein. Reclam XL, 2013, ISBN 978-3-15-019039-5
- Hörbuch Jugend ohne Gott, Gelesen von Till Firit. Ungekürzte Lesung. Mono Verlag, Wien 2009, ISBN 978-3-902727-97-8
- DVD Jugend ohne Gott, Filmedition Suhrkamp, ISBN 978-3-518-13506-8
- DVD Jugend ohne Gott, absolut Medien GmbH, ISBN 978-3-89848-884-6